# Tennistavolo alla XXVII Universiade
Il torneo di tennistavolo della XXVII Universiade si è svolto a Kazan', in Russia, dal 7 al 15 luglio 2013.

## Podi
| Evento              | Oro                                                                    | Argento                                                                      | Bronzo                                                                                      |
| Singolare maschile  | Liu Yi                                                                 | Shang Kun                                                                    | Chen Chien-an                                                                               |
| Singolare maschile  | Liu Yi                                                                 | Shang Kun                                                                    | Kōki Niwa                                                                                   |
| Singolare femminile | Che Xiaoxi                                                             | Zheng Shichang                                                               | Ma Yuefei                                                                                   |
| Singolare femminile | Che Xiaoxi                                                             | Zheng Shichang                                                               | Yuka Ishigaki                                                                               |
| Doppio maschile     | Taipei Cinese Chiang Hung-chieh Huang Sheng-sheng                      | Russia Vjačeslav Burov Michail Pajkov                                        | Francia Thomas Le Breton Romain Lorentz                                                     |
| Doppio maschile     | Taipei Cinese Chiang Hung-chieh Huang Sheng-sheng                      | Russia Vjačeslav Burov Michail Pajkov                                        | Russia Aleksandr Šibaev Kirill Skačkov                                                      |
| Doppio femminile    | Taipei Cinese Lee I-chen Lin Chia-hui                                  | Cina Che Xiaoxi Jiang Yue                                                    | Giappone Yuka Shigaki Riyo Nemoto                                                           |
| Doppio femminile    | Taipei Cinese Lee I-chen Lin Chia-hui                                  | Cina Che Xiaoxi Jiang Yue                                                    | Russia Jana Noskova Elena Trošneva                                                          |
| Doppio misto        | Giappone Hiromitsu Kasahara Rika Suzuki                                | Giappone Kōki Niwa Misato Niwa                                               | Russia Antonina Savel'eva Aleksandr Šibaev                                                  |
| Doppio misto        | Giappone Hiromitsu Kasahara Rika Suzuki                                | Giappone Kōki Niwa Misato Niwa                                               | Cina Ma Yuefei Xia Yizheng                                                                  |
| Squadre uomini      | Cina Fang Bo Hu Bingtao Liu Yi Shang Kun Xia Yizheng                   | Giappone Yuki Hirano Hiromitsu Kasahara Kōki Niwa Jin Ueda Maharu Yoshimura  | Russia Vjačeslav Burov Vjačeslav Krivošeev Michail Pajkov Aleksandr Šibaev Kirill Skačkov   |
| Squadre uomini      | Cina Fang Bo Hu Bingtao Liu Yi Shang Kun Xia Yizheng                   | Giappone Yuki Hirano Hiromitsu Kasahara Kōki Niwa Jin Ueda Maharu Yoshimura  | Taipei Cinese Chen Chien-an Chiang Hung-chieh Huang Sheng-sheng Hung Tzu-hsiang Wu Chih-chi |
| Squadre donne       | Giappone Yoko Hirano Yuka Ishigaki Riyo Nemoto Misato Niwa Rika Suzuki | Taipei Cinese Chen Szu-yu Cheng I-ching Hsiung Nai-i Lee I-chen Lin Chia-hui | Cina Che Xiaoxi Jiang Yue Ma Yuefei Xiong Xinyun Zheng Shichang                             |
| Squadre donne       | Giappone Yoko Hirano Yuka Ishigaki Riyo Nemoto Misato Niwa Rika Suzuki | Taipei Cinese Chen Szu-yu Cheng I-ching Hsiung Nai-i Lee I-chen Lin Chia-hui | Russia Polina Michailova Jana Noskova Valentina Sabitova Antonina Savel'eva Elena Trošneva  |

## Medagliere
| Pos.   | Paese         |   |   |    | Totale |
| ------ | ------------- | - | - | -- | ------ |
| 1      | Cina          | 3 | 3 | 3  | 9      |
| 2      | Giappone      | 2 | 2 | 3  | 7      |
| 3      | Taipei Cinese | 2 | 1 | 2  | 5      |
| 4      | Russia        | 0 | 1 | 5  | 1      |
| 5      | Francia       | 0 | 0 | 1  | 1      |
| Totale | Totale        | 7 | 7 | 14 | 28     |